# Iwan Skidanienko
Iwan Timofiejewicz Skidanienko (ros. Иван Тимофеевич Скиданенко, ur. we wrześniu 1898, zm. 1 czerwca 1985) – radziecki działacz państwowy i partyjny.

## Życiorys
Urodzony w ukraińskiej rodzinie robotniczej, początkowo uczeń ślusarza, pomocnik maszynisty i ślusarz w Jenakijewem, w latach 1922-1925 pracownik gospodarstwa rolnego, a w latach 1925-1929 maszynista zakładu metalurgicznego w Konstantynówce. Od marca 1927 należał do WKP(b), między 1929 a 1935 studiował w Charkowskim Instytucie Budowy Maszyn, od sierpnia 1935 do sierpnia 1938 był kolejno majstrem, zastępcą szefa i szefem odlewni w fabryce turbin w Charkowie. Od sierpnia 1938 do marca 1939 dyrektor fabryki „Turboelektromasz”, od marca do września 1939 p.o. dyrektora Uralskiej Fabryki Elektromaszynowej w Swierdłowsku (Jekaterynburgu), od września 1939 do października 1941 dyrektor charkowskiej fabryki elektromaszynowej, od października 1941 do września 1942 zastępca ludowego komisarza przemysłu elektrycznego ZSRR - szef 1 Głównego Zarządu Ludowego Komisariatu Przemysłu Elektrycznego ZSRR. Od września 1942 do października 1944 zastępca ludowego komisarza przemysłu elektrycznego ZSRR i jednocześnie p.o. dyrektora moskiewskiej fabryki „Dynamo”, od października 1944 do kwietnia 1946 dyrektor fabryki „Dynamo”, od kwietnia 1946 zastępca ministra, od marca 1953 do kwietnia 1954 I zastępca ministra, a od kwietnia 1954 do maja 1957 minister przemysłu elektrotechnicznego ZSRR, następnie na emeryturze. Od 25 lutego 1956 do 17 października 1961 zastępca członka KC KPZR. Odznaczony Orderem Lenina i Orderem Znak Honoru.